# 张晓华
张晓华（1957年1月—），男，汉族，河南密县人，中华人民共和国新闻工作者、政治人物，曾任西藏自治区人大常委会副主任。

## 生平
- 1975年3月至1978年9月，他在河南省开封地区七里岗水泥厂工作。
- 1978年9月至1982年7月，他进入郑州大学中文系汉语言文学专业学习。
- 1993年3月至1997年7月，进入中国政法大学研究生院民商法专业学习，获法学硕士学位。
- 2015年9月，张晓华担任西藏自治区党委宣传部常务副部长，新华社西藏分社党组书记、社长，西藏自治区新闻工作者协会主席。[2]